# Franz Zauner (Bischof)
Franz Salesius Zauner (auch Franz Sales Zauner; * 11. Dezember 1904 in Tollet, Oberösterreich; † 20. Februar 1994 in Linz) war von 1956 bis 1980 römisch-katholischer Bischof der Diözese Linz.

## Leben
Franz Zauner begann 1925 mit dem Studium der Philosophie und Theologie an der Päpstlichen Universität Gregoriana in Rom. 1929 wurde er zum Dr. phil. und 1932 zum Dr. theol. promoviert. Nach seiner Priesterweihe am 25. Oktober 1931 war Zauner Kaplan in Mondsee und ab 1934 in Linz in der Pfarre Familienkirche. 1934 wurde er Generalpräfekt im Collegium Petrinum und war von 1938 bis 1945 dort kirchlicher Verwalter. Das Kollegium Petrinum wurde zwar von den Nationalsozialisten enteignet, es gelang ihm aber, einen Verkauf zu verhindern. Durch Vermietung des Priesterseminars konnte die Diözese das Haus weiter nutzen.
Ab 1942 war er Lehrbeauftragter für kanonisches Recht und ab 1946 Professor für Kirchenrecht an der katholischen Diözesanlehranstalt in Linz. 1946 wurde er Regens des Linzer Priesterseminars.
1949 wurde er zum Koadjutor des schwerkranken Bischofs Josephus Calasanz Fließer bestellt und zum Titularbischof von Fata ernannt. Die Bischofsweihe spendete ihm am 15. August 1949 Kardinal Theodor Innitzer. Nach dem gesundheitsbedingten Rücktritt Bischof Fließers 1955 wurde er am 1. Jänner 1956 von Papst Pius XII. zum Bischof von Linz ernannt.
Er baute die Katholische Aktion aus, förderte das katholische Bildungswesen, verkaufte Grundbesitz der Pfarren und ließ mit dem Erlös neue Kirchen bauen. Mit großer Begeisterung ließ er die Beschlüsse Zweiten Vatikanischen Konzils in seiner Diözese durchführen.
Nachdem er in anlässlich des Zweiten Internationalen Kongresses für Katholische Kirchenmusik vom 4. bis 14. Oktober 1951 in Wien ein Pontifikalamt in Form des Deutschen Hochamtes in Klosterneuburg feierte, kam es zu einer römischen Intervention des Vorsitzenden des Kongresses, des Spaniers Monsignore Anglés, der Präsident des Päpstlichen Institutes für Kirchenmusik in Rom war. Zauner verantwortete sich mutig in einem Brief an Pius XII. Später sollte Zauner am Konzil eine triumphale Rechtfertigung erfahren: Er selbst wurde mit den meisten Stimmen, die je ein Konzilsvater erreichte, in die Liturgiekommission des Konzils gewählt.
1969 wurde sein Wunschkandidat Alois Wagner zum Weihbischof bestellt, den er 1973 zum Generalvikar ernannte. Nach Erreichen der Altersgrenze war er vom 12. August 1980 bis 16. Januar 1982 Apostolischer Administrator der Diözese Linz.
Nach seinem Tod im 90. Lebensjahr wurde Altbischof Zauner in der Krypta des Neuen Doms in Linz beigesetzt.